# Diplocampta platypteron
Diplocampta platypteron är en tvåvingeart som beskrevs av Hall 1976. Diplocampta platypteron ingår i släktet Diplocampta och familjen svävflugor. Inga underarter finns listade i Catalogue of Life.